# الموكب (فلم)
الموكب (بالإنجليزية: Cavalcade) هو فيلم دراما تم إنتاجه في الولايات المتحدة وصدر في سنة 1933. الفيلم من إخراج فرانك ليود.

## ترشيحات وجوائز
| السنة | الحدث  | الفئة     | النتيجة  |
| ----- | ------ | --------- | -------- |
| 1932  | أوسكار | أفضل فيلم | فـــــوز |

## الميزانية والإيرادات
بلغت تكلفة إنتاج الفيلم حوالي 1,180,280 دولار بينما حقق أرباحا تقدر بـ 3.5 مليون دولار.

## وصلات خارجية
- مقالات تستعمل روابط فنية بلا صلة مع ويكي بيانات